# Melville (Saskatchewan)
Pour les articles homonymes, voir Melville.
Melville est une ville de la province de la Saskatchewan au Canada. Au recensement de 2006, on y a dénombré une population de 4 149 habitants.

## Démographie
| 1961  | 1966  | 1971  | 1976  |
| ----- | ----- | ----- | ----- |
| 5 191 | 5 690 | 5 375 | 5 149 |

| 1981  | 1986  | 1991  | 1996  |
| ----- | ----- | ----- | ----- |
| 5 092 | 5 123 | 4 905 | 4 646 |

| 2001  | 2006  | 2011  | 2016  |
| ----- | ----- | ----- | ----- |
| 4 453 | 4 149 | 4 546 | 4 562 |

| 2021  | - | - | - |
| ----- | - | - | - |
| 4 493 | - | - | - |

## Administration
| 1997-2006      | 2006-2024         | 2024-2028  |
| -------------- | ----------------- | ---------- |
| Michael Fisher | Walter Streelasky | Joe Kirwan |
| [ 8 ]          | [ 9 ]             | [ 10 ]     |

## Sport
L'équipe de hockey sur glace des Millionaires de Melville de la Ligue de hockey junior de la Saskatchewan est basée à Melville.